# AEK Larnaca
AEK Larnaca FC (greacă Αθλητική Έvωση Κίτιον, Athletiki Enosi Kition) este un club de fotbal cipriot, din orașul Larnaca. Clubul a fost fondat în 1994 după fuziunea a două cluburi din Larnaca: EPA Larnaca și Pezoporikos. 
Culorile clubului sunt galben și verde iar emblema reprezintă amiralul Kimon, care a murit încercând să apere orașul Kition (orașul modern Larnaca) într-o bătălie ce a avut loc în Cipru aproximativ 450 î.Hr., împotriva perșilor.

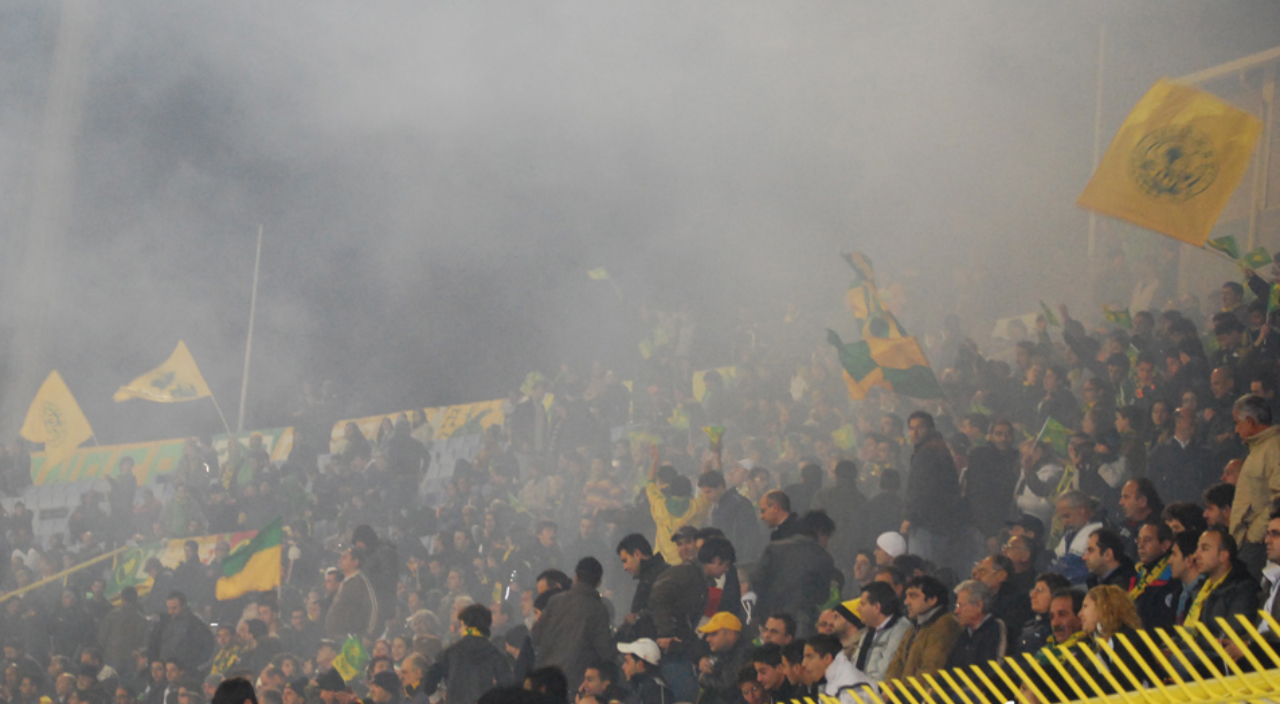
Fanii AEK Larnaca la Stadionul GSZ.

## Palmares
- Cupa Ciprului (2): 2004, 2018

Finalistă (2): 1996, 2006
- Supercupa Ciprului

Finalistă (2): 1996, 2004

## Europa
- UEFA Europa League
  -  Faza Grupelor (1) : 2012

### Jucători remarcabili
| Cipru - Klimis Alexadrou - Aristos Aristokleous - Sofronis Avgousti - Giannis Chasapovic - Paraskevas Christou - Andreas Constantinou - Marios Constantinou - Savvas Constantinou - Demetris Daskalakis - Eleftherios Eleftheriou - Paris Elia - Nicolas Georgiou - Antonis Katsis - Constantinos Mina - Marios Neophytou - Charis Nicolaou - Makis Papaioannou - Nicos Panayiotou - Koullis Pavlou - Andreas Sofokleous - Georgos Theodotou - Christos Theophilou - Panayiotis Xiourouppas Argentina - Gonzalo Cabrera Bosnia și Herzegovina - Esad Razić Belgia - Tom Caluwé Brazilia - Alan - Cássio - Edvaldo - Evair - Jean Paulista - Magno Mocelin - Paulinho - Tininho - Valmir Alves de Oliveira Republica Cehă - Martin Abraham - Jiří Bobok - Pavel Pergl Cape Verde - Nelson Veiga Egypt - Amir Azmy Estonia - Andres Oper Franța - Christophe Ettori Gambia - Jatto Ceesay - Mustapha Kamal N'Daw | Georgia - Klimenti Tsitaishvili Germania - Heiner Backhaus - Julian Draxler Ghana - Emmanuel Pappoe Grecia - Nikolaos Anastasopoulos - Kostas Frantzeskos - Angelos Georgiou - Xenofon Gittas - Giorgos Lambropoulos - Demetris Maris - Georgios Simos - Charis Syligardakis - Dimitrios Zografakis Ungaria - Zoltán Kenesei - Zoltan Sabo Israel - Erez Mesika Lituania - Edgaras Jankauskas Macedonia - Goran Lazarevski Malta - Luke Dimech Montenegru - Dragoje Lekovic Moroc - Ali El-Omari - Abdelkarim Kissi - Hamid Rhanem Olanda - Martin Cruijff - Donny de Groot - Kevin Hofland - Edwin Linssen - Danny Schenkel - Viktor 'Villicious' Valk - Gregoor van Dijk - Nordin Wooter Antilele Olandeze - Raymond Victoria Nigeria - George Datoru - Joshua Izuchukwu - Sunny Ekeh Kingsley - Azubuike Oliseh România - Cristian Munteanu - Narcis Răducan | Paraguay - Aldo Adorno Polonia - Mariusz Nosal Portugalia - Fernandes - Marcaça - Miguel Fidalgo - Milton - Paulo Adriano - Pedro Moita - Tiquinho - Zé Nando Rusia - Akhrik Tsveiba Serbia - Miloš Adamović - Milan Belić - Goran Djordjević - Saša Drakulić - Ivica Francisković - Dragan Isailović - Miloje Klajević - Zoran Milošević - Petar Puaca Senegal - Ismail Ba - Omar Traoré Slovenia - Jože Benko - Marjan Dominko - Dejan Gerič - Milan Osterc Spania - Conde - Iván Campo - Toñito Venezuela - Héctor Gonzalez - José Manuel Rey Zimbabwe - Nagoli Kennedy |

## Manageri notabili
- Stavros Papadopoulos
- Petros Ravousis(1998–1999)
- Radmilo Ivancevic(2001–2002)
- Dusan Mitosevic
- Michalis Hadjipieris(2002–2003)
- Nikos Andronikou (2003)
- Andreas Mouskallis (1994, decembrie 2003 – noiembrie 2004)
- Neophytos Larkou (2004)
- Nikolay Kostov(decembrie 2004–2005)
- Marios Constantinou (2005 – octombrie 2007)
- Nir Klinger (octombrie 2007 – octombrie 2008)
- Makis Katsavakis (octombrie 2008 – decembrie 2008)
- Louis Stefani (decembrie 2008)
- Christos Kassianos (ianuarie 2009)
- Savvas Constantinou (februarie 2009 – noiembrie 2009)
- Andreas Michaelides(decembrie 2009 – mai 2010)